# Francesc de Bofarull i Miquel
Francesc de Bofarull i Miquel (Reus, 2 de febrer 1737 - Reus, 28 de novembre de 1797) va ser un comerciant català de l'ennoblida família dels Bofarull.
Era fill de Josep de Bofarull i Gavaldà i de Maria Miquel i Pagès i germà de Casimir de Bofarull i de Josep de Bofarull. Va crear amb el seu germà Josep la companyia "José y Francisco de Bofarull" que es dedicava a la comercialització i exportació d'aiguardent. Sempre va viure a l'ombra del seu germà i soci, encara que va ser síndic personer a Reus i administrador de l'Ermita de Misericòrdia i de l'Hospital reusenc. El 1765 es va casar amb Teresa Mascaró i Sales, filla del comerciant reusenc Andreu Mascaró. Van tenir deu fills i filles, entre els quals Pròsper de Bofarull i Mascaró i Francesc de Bofarull i Mascaró. Josep Olesti diu que quan era síndic va posar la primera pedra al Teatre de les Comèdies i va dedicar molts esforços al redreçament del port de Salou. En un inventari que es conserva dels seus llibres es diu que la biblioteca està constituïda per "dos armaris grans de fusta a tres portas […] y dos a dos portas" on hi havia "set-cents tomos de llibres, la major part enquadernats a la francesa, en espanyol, francès i italià". A més posseïa una caixa plena de llibres de temàtica religiosa.